# Conflicto sucesorio castellano (1275-1304)
El conflicto sucesorio castellano de 1275 fue una guerra civil que tuvo lugar en el seno de la Corona de Castilla, con la participación de otros reinos peninsulares, entre 1275 y 1304. El conflicto, protagonizado por Alfonso de la Cerda con el apoyo clave de Jaime II de Aragón, surgía de la reclamación del primero de la corona castellana en base al testamento de su abuelo Alfonso X, por el cual le declaraba heredero de sus reinos a su muerte tras la prematura muerte del infante Fernando de la Cerda, hijo de Alfonso X y padre de Alfonso de la Cerda. 
Vino a ser una suerte de continuación del pleito y guerra ya acontecida tras la muerte de Alfonso X, en la que Sancho IV de Castilla, tío de Alfonso de la Cerda y hermano de Fernando de la Cerda, no respetó el testamento de su padre y se hizo con la corona con el apoyo de gran parte de la nobleza castellana. Tras la temprana muerte de Sancho IV en 1295 y aprovechando la minoría de edad de su heredero Fernando IV y la debilidad del gobierno del reino bajo la regencia de María de Molina, los reclamantes iniciaron una guerra que buscaba revertir los hechos consumados en la usurpación del trono por Sancho IV y entronizar a Alfonso de la Cerda a la vez que el reino de Aragón trataba de debilitar a Castilla y arrebatarle territorios en el recientemente reconquistado reino de Murcia. 
Tras un baile de lealtades entre la familia real y la nobleza castellana entre ambos bandos, el conflicto llegó a su fin en 1304 en base a la Sentencia arbitral de Torrellas, ratificada en el Tratado de Elche (1305), por la cual se firmaba la paz y se llegaba a un acuerdo fronterizo entre Aragón y Castilla, a la vez que Alfonso de la Cerda renunciaba a sus pretensiones al trono castellano a cambio de una serie de prebendas y mercedes. Previamente Portugal se había retirado de la guerra tras las firma del Tratado de Alcañices en 1297 con Castilla.

## Antecedentes
El 25 de julio de 1275 fallecía el infante Fernando de la Cerda, primogénito y heredero de Alfonso X. De acuerdo con el derecho consuetudinario castellano, en caso de muerte del primogénito en la sucesión a la Corona, los derechos debían recaer en el segundogénito, Sancho; sin embargo, el derecho romano privado introducido en Las Siete Partidas por el rey Alfonso establecía que la sucesión correspondía a los hijos de Fernando de la Cerda, los infantes Alfonso y Fernando.
Sin embargo, el infante Sancho, conocido por la historiografía como el Bravo por su fuerte carácter, no estuvo de acuerdo con la decisión de su padre, y alegando que un reino no podía ser heredado por menores de edad en tiempos de amenaza militar y con el apoyo de buena parte de la nobleza del reino inició una rebelión en 1282. Otro de los argumentos que arguyeron los rebeldes era su descontento con las innovaciones fiscales y legislativas del rey, deseando una vuelta a los antiguos usos. La rebelión supuso el desbaratamiento de la política fiscal y monetaria de Alfonso. Sancho convocó unas Cortes en Valladolid que depusieron a su padre y lo reconocieron por rey. La mayoría de los notables del reino, desde el hermano del rey el infante Manuel hasta gran parte de la nobleza, el clero y los concejos, tomaron partido por Sancho. Alfonso, sin embargo, conservó el favor del papa, a la sazón Martín IV, y del rey de Francia.
El rey se inclinó en principio por satisfacer las aspiraciones de Sancho, que se había distinguido en la guerra contra los invasores islámicos en sustitución de su difunto hermano. Pero luego el rey, presionado por su esposa Violante y por Felipe III de Francia, tío de los llamados «infantes de la Cerda», se vio obligado a compensar a estos y trató de crear un reino en Jaén para el mayor de los hijos del antiguo heredero, Alfonso de la Cerda, y así contentar al rey de Francia con una solución alternativa.
El rey, enfermo, se refugió en Sevilla  y al reponerse de la enfermedad a finales de 1282, maldijo a su hijo, a quien desheredó en su testamento, y ayudado por sus antiguos enemigos los benimerines empezó a recuperar su posición. En su testamento declaró herederos a sus nietos, lo que demuestra que no consideró válida la pretensión de Sancho. Incluso intentó asegurar la protección de los de la Cerda mediante tutores como Juan Núñez de Lara o el rey Pedro III de Aragón. 
Cuando cada vez más nobles y ciudades rebeldes iban abandonando la facción de Sancho, murió el Rey Sabio en Sevilla, el 4 de abril de 1284. Sancho, a pesar de haber sido desheredado, fue coronado en Toledo el 30 de abril de 1284.